# Rhinoliparis attenuatus
Rhinoliparis attenuatus és una espècie de peix pertanyent a la família dels lipàrids.

## Descripció
- El mascle fa 11 cm de llargària màxima i la femella 9,3.
- Peritoneu de color negre.[4][5]

## Hàbitat
És un peix marí i batidemersal que viu entre 350 i 2.189 m de fondària.

## Distribució geogràfica
Es troba al Pacífic nord: el sud-est del mar d'Okhotsk, les illes Kurils, el sud-est de Kamtxatka, el mar de Bering i des del sud de la Colúmbia Britànica fins a les costes centrals de Califòrnia (els Estats Units).

## Observacions
És inofensiu per als humans.